# Wolfgang Plaul
Wolfgang Plaul (* 5. April 1909 in Freiberg; † 1945 verschollen) war ein deutscher SS-Obersturmführer und Schutzhaftlagerführer unter anderem im KZ Sachsenhausen und im KZ Buchenwald.

## Leben
Plaul trat zum 1. Juli 1931 der NSDAP (Mitgliedsnummer 576.791) und im selben Jahr der SS bei (SS-Nummer 13.679). Nach seinem Wechsel zu den SS-Totenkopfverbänden gehörte er von 1934 bis 1936 zur Lagermannschaft des KZ Sachsenburg und war danach im KZ Sachsenhausen eingesetzt.
Am 20. Dezember 1939 traf Plaul als Kommandoführer mit 60 KZ-Häftlingen aus Sachsenhausen in der Wewelsburg ein. Die Insassen des dort entstehenden Arbeitslagers mussten hauptsächlich Baumaßnahmen an der von Heinrich Himmler zur SS-Kultstädte bestimmten Burganlage und in deren Umgebung ausführen. Im Januar 1940 erschoss Plaul einen geflohenen und wieder ergriffenen Häftling hinterrücks. Plaul wurde als Lagerkommandant durch Adolf Haas abgelöst, nach dessen Ankunft das vorher als Außenlager geführte KZ Niederhagen in Wewelsburg im September 1941 den Status eines selbständigen Konzentrationslagers erhielt. Plaul wurde im Mai 1941 ins KZ Buchenwald versetzt. In Buchenwald wurde Plaul zeitweise 2. Schutzhaftlagerführer und danach Lagerführer des Buchenwalder Außenlagers Laura.
Ab August 1944 übernahm Plaul, der für alle durch die HASAG betriebenen Außenlager des KZ Buchenwald zuständig war, auch die Lagerleitung des ab September 1944 dem KZ Buchenwald unterstellten Außenlagers Leipzig-Schönefeld. In diesem Außenlager „unterstanden ihm im März 1945 bei einem Bestand von 4781 weiblichen Häftlingen 25-SS-Unterführer, 87 SS-Männer und 59 Aufseherinnen, darunter eine Oberaufseherin und eine Erstaufseherin.“ Plaul, bei den Häftlingen aufgrund seines brutalen Auftretens gefürchtet, musste sich im Februar 1945 von dem Lagerkommandanten  des KZ Buchenwald Hermann Pister für die Misshandlung von Häftlingen verantworten. Plaul antwortete schriftlich, dass er Order gegeben habe die weiblichen Häftlinge nicht mehr zu schlagen. Möglicherweise war der Rüge eine Beschwerde des dortigen Betriebsdirektors der HASAG vorausgegangen, der um den Erhalt der Arbeitskraft der weiblichen Häftlinge besorgt war.
Plaul gilt seit Kriegsende als verschollen.